# Staklena vuna
Staklena vuna je, kao i kamena vuna, vrsta mineralne vune. Koristi se kao izolacijski materijal napravljen od staklenih vlakana koja pomoću veziva tvore teksturu koja sliči na vunu. Između staklenih vlakana je zarobljeno mnogo sitnih zračnih džepova te takva struktura osigurava vrlo dobra termoizolacijska svojstva. Staklena vuna se proizvodi i prodaje u obliku ploča i u obliku rola koje mogu imati raznovrsna toplinska i mehanička svojstva. Za modernu metodu proizvodnje staklene vune zaslužan je Games Slayter koji je podnio zahtjev za patentiranjem procesa 1933. godine.

## Načelo rada
Za plinove je svojstveno da puno slabije provode toplinu od kapljevina i krutina te se stoga smatraju dobrim izolatorom ako ih uspijemo zarobiti. Upravo se to izolacijsko svojstvo plinova pokušava iskoristiti u izolacijskim materijalima. Kako bi se još više povećalo izolacijsko svojstvo, zrak se u staklenoj vuni pokušava zarobiti u male ćelije. Na taj način se smanjuje iznos topline koji se prenosi konvekcijom putem zraka. Isti princip se koristi i u nekim drugim izolacijskim materijalima kao što su kamena vuna i ekspandirani polistiren (stiropor).

### Uporaba staklene vune
Staklena vuna je izvrstan toplinski izolator te se iz tog razloga koristi za izolaciju stambenih objekata. Iako postavljanje staklene vune nije jeftino, ipak se isplati nakon nekoliko godina zbog smanjenja potrošnje energije potrebne za grijanje i hlađenje. Zbog svojih dobrih izolacijskih svojstava staklena vuna se koristi i za izolaciju cijevi, kotlova, itd.

## Proces proizvodnje
Staklena vuna nastaje od mješavine, koja ustvari sadrži pijesak (SiO2), vapno (CaO) i sodu (Na2CO3). Dodaju se i različite količine starog stakla. Korišteno staklo i staklene sirovine tale se u peći na temperaturi od oko 1300 °C. Rastaljena masa se kontinuirano pretvara u vlakna propuštanjem kroz „sito" u struji zraka. Vlaknima se dodaje mala količina veziva, tj. umjetnih smola poput bakelita, koje djeluje kao ljepilo. Time izolacijski materijal poprima pravi oblik i mehanička svojstva. Prema potrebi i ovisno o proizvodu dodaje se i silikon, radi postizanja vodoodbojnosti. Tekuće vezivo stvrdnjava se u peći. Tek tada staklena vuna koja je inače bijela, poprima tipičnu žutu boju. Staklena vuna potom se reže na željenu veličinu i oblik.

## Svojstva staklene vune

### Svojstva
Staklena vuna ima sljedeća svojstva:
- dugačka vlakna
- gustoća proizvoda od 11 do 45 kg/m3

- koeficijent toplinske vodljivosti u granicama od 0,032 do 0,044 W/mK
- odlično upija zvučnu energiju
- negoriv materijal, klasa negorivosti A1
- maksimalna radna temperatura 230 °C
- otpornost na požar
- relativno niska točka taljenja, oko 700 °C
- visoka elastičnost materijala
- visoka vlačna čvrstoća
- otporna na eventualna mehanička oštećenja prilikom rukovanja[3]

Pošto postoje mnogi proizvođači staklene vune, normalno je da svojstva njihovih proizvoda nisu identična. Međutim, svi proizvođači u specifikacijama navode odrađene raspone za gustoću i koeficijent toplinske vodljivosti, te iz njih vidimo da se svojstva minimalno međusobno razlikuju.

### Usporedba s drugim izolacijskim materijalima[4]
| Toplinsko izolacijski materijal        | Gustoća ρ [kg/m3] | Toplinska provodljivost λ [W/mK] | Potrebna debljina [cm] za U=0,35 W/m2K | Faktor otpora difuziji vodene pare μ | Relativni trošak za U=0,35 W/m2K |
| -------------------------------------- | ----------------- | -------------------------------- | -------------------------------------- | ------------------------------------ | -------------------------------- |
| Mineralna (kamena i staklena) vuna     | 10 - 200          | 0,035 - 0,050                    | 9 - 11                                 | 1                                    | 1                                |
| Ekspandirani polistiren (EPS)          | 15 - 30           | 0,035 - 0,040                    | 9 - 10                                 | 60                                   | 0,50 - 0,80                      |
| Ekstrudirana polistirenska pjena (XPS) | ≥25               | 0,030 - 0,040                    | 8 - 10                                 | 150                                  | 2,5                              |
| Tvrda poliuretanska pjena (PUR)        | ≥30               | 0,020 - 0,040                    | 7 - 9                                  | 60                                   | 5 - 8                            |
| Drvena vuna (WW)                       | 360 - 460         | 0,065 - 0,090                    | 16 - 20                                | 3/5                                  | 4 - 6                            |

## Učinak na zdravlje
Staklena vuna, zbog sićušnih vlakana od kojih je sastavljena, može utjecati na zdravlje ljudi. Utvrđeno je da staklena vlakna mogu iritirati oči, kožu i dišni sustav. Stoga se pri radu sa staklenom vunom treba pridržavati zaštitnih mjera. Ugrađuje li se na unutarnjoj strani zida, sićušna vlakna mogu se odstraniti dobrim prozračivanjem prostora.